# Dario Gervasi
Dario Gervasi (Roma, 9 de maio de 1968) é um bispo católico romano italiano e Secretário adjunto do Dicastério para os Leigos, a Família e a Vida.

## Vida
Dario Gervasi estudou filosofia e teologia católica no Pontifício Seminário Romano. Recebeu o sacramento da Ordem em 22 de maio de 1994 na Basílica de São Pedro pelo Cardeal Vigário da Diocese de Roma, Camillo Ruini. Gervasi adquiriu então a licenciatura em dogmática na Pontifícia Universidade Gregoriana.
Gervasi trabalhou então como vigário paroquial das paróquias de Santa Maria delle Grazie a Via Trionfale e Santi Gioacchino ed Anna al Tuscolano antes de se tornar sub-regente do Pontifício Seminário Romano. Ele também foi representante da Congregazione dei Missionari dell'Istituto Imperiali Borromeo. Desde 2014, Gervasi é pároco da paróquia de Resurrezione di Nostro Signore Gesù Cristo e desde 2019 também é prefeito da Prefettura XVII da diocese de Roma.
Em 31 de agosto de 2020, o Papa Francisco nomeou-o bispo titular de Subaugusta e bispo auxiliar em Roma. O Cardeal Vigário da Diocese de Roma, Angelo De Donatis, ordenou-o bispo em 18 de outubro do mesmo ano na Basílica de Latrão; os principais co-consagradores foram o Arcebispo de Urbino-Urbania-Sant'Angelo in Vado, Giovanni Tani, e o Bispo de Civitavecchia-Tarquinia, Gianrico Ruzza.
Foi responsável pelo Setor Sul na Diocese. No Vicariato de Roma desempenhou os cargos de delegado para a pastoral familiar, de 2020 a 2023, e de diretor do departamento para a pastoral familiar e da área da pastoral da idade e da vida, a partir de 6 de janeiro de 2023.
Em 31 de outubro de 2024, o Papa Francisco nomeou-o Secretário adjunto de Dicastério para os Leigos, a Família e a Vida 